# Friedrich Hagedorn (Maler)

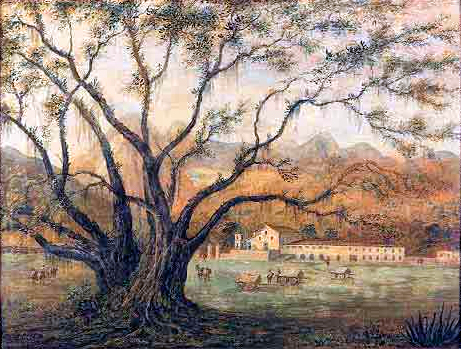
Ansicht der Farm von Correias

Friedrich Hagedorn (* 1814 in Stettin, Provinz Pommern; † 1889 in Rio de Janeiro, Brasilien) war ein deutscher Landschaftsmaler und Lithograf, der in Portugal und Brasilien tätig war.

## Leben
Geboren als Sohn eines Tabakfabrikanten, studierte Hagedorn seit dem 9. Januar 1839 an der Königlichen Akademie der Künste in München.
Von 1844 bis 1847 war er in Lissabon als Hofmaler tätig. 1848 kam er nach Brasilien und ließ sich in Rio de Janeiro nieder. Dort schloss er sich der Gruppe deutscher Künstler an, errichtete sein Atelier und unternahm Studienreisen durch Brasilien. Er besuchte São Paulo, Bahia, Minas Gerais, Niterói, Petrópolis, Teresópolis, Juiz de Fora, Salvador und Recife. Er nahm 1859 und 1860 an der Exposição Geral de Belas Artes in Rio de Janeiro teil.
Er malte meist mit Aquarell und Tempera, und einige seiner Landschaften erschienen in Form von Chromolithografien.
Seine Arbeiten befinden sich in den Sammlungen der Hispanic Society of America in New York, der Nationalbibliothek von Brasilien, des Museu do Estado de Pernambuco in Recife sowie in privaten Sammlungen.

## Werk

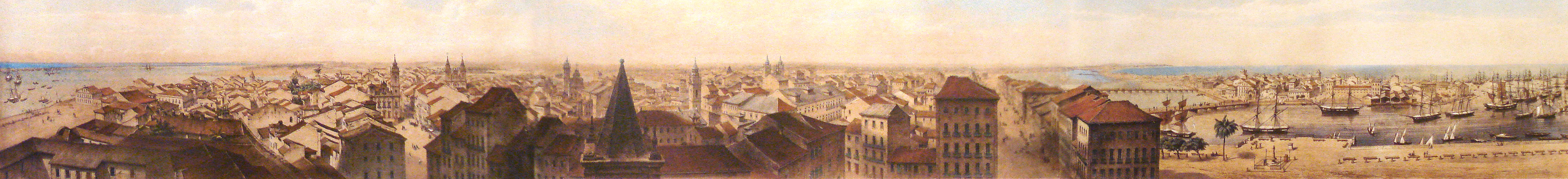
Panorama von Recife, 1855, zusammengesetzte Lithografie, Museu do Estado de Pernambuco